# Nages-et-Solorgues
Nages-et-Solorgues är en kommun i departementet Gard i regionen Occitanien i södra Frankrike. Kommunen ligger i kantonen Sommières som tillhör arrondissementet Nîmes. År 2022 hade Nages-et-Solorgues 2 160 invånare.

## Befolkningsutveckling
Antalet invånare i kommunen Nages-et-Solorgues
Referens:INSEE